# Lymantria aryama
Lymantria aryama är en fjärilsart som beskrevs av Moore 1859. Lymantria aryama ingår i släktet Lymantria och familjen tofsspinnare. Inga underarter finns listade i Catalogue of Life.